# Euspira heros
Euspira heros är en snäckart som först beskrevs av Thomas Say 1822.  Euspira heros ingår i släktet Euspira och familjen borrsnäckor. Inga underarter finns listade i Catalogue of Life.